# 小行星992
小行星992（992 Swasey）是一颗围绕太阳公转的小行星。
該小行星以美國機械工程師安布羅斯·斯韋齊命名。

## 参数
这颗小行星的绝对星等为10.80等，自转周期为13.308小时。